# Ищеино (Калужская область)
Ище́ино — деревня в Боровском районе Калужской области. Входит в состав сельского поселения «Деревня Асеньевское».

## География
Деревня находится на берегу реки Ксёма, на расстоянии 27 км к юго-западу от города Боровск, административного центра района.

### Часовой пояс
Деревня Ищеино, как и вся Калужская область, находится в часовой зоне МСК (московское время). Смещение применяемого времени относительно UTC составляет +3:00.

## История
Впервые упоминается в 1782 году как сельцо с пустошами Анны Максимовны Мосоловой на реке Кщома.

## Население
| 2002 | 2010 |
| ---- | ---- |
| 180  | ↘161 |

## Известные уроженцы
- Рыбкин, Георгий Фёдорович (1903—1972) — советский математик и общественный деятель.